# Andrena gloriosa
Andrena gloriosa är en biart som beskrevs av Osytshnjuk 1993. Andrena gloriosa ingår i släktet sandbin, och familjen grävbin. Inga underarter finns listade i Catalogue of Life.